# هنري أفيري
هنري أفيري (بالإنجليزية: Henry Avery)‏ هو لاعب اتحاد الرغبي نيوزلندي، ولد في 3 أكتوبر 1885 في ويلينغتون في نيوزيلندا، وتوفي في 22 مارس 1961.